# Rogue One: A Star Wars Story
Rogue One: A Star Wars Story, eller bare Rogue One (oprindeligt annonceret som Star Wars Anthology: Rogue One), er en amerikansk science fiction-film fra 2016 med instruktion af Gareth Edwards og manuskript af Chris Weitz og Tony Gilroy efter en ide af John Knoll. Blandt de medvirkende er Felicity Jones, Diego Luna, Riz Ahmed, Ben Mendelsohn, Donnie Yen, Jiang Wen, Forest Whitaker, Mads Mikkelsen og Alan Tudyk.
Rogue One er den første film i Star Wars Anthology-serien, der er en samling af enkeltstående historier fra Star Wars-universet. Historien foregår umiddelbart før begivenhederne i Star Wars Episode IV: Et nyt håb (1977) og handler om en gruppe oprørere, der går sammen om at stjæle planerne for kampstationen Dødsstjernen.
Filmen er produceret af Lucasfilm og udgives af Walt Disney Studios Motion Pictures. Optagelserne til den begyndte hos Pinewood Studios i Buckinghamshire i begyndelsen af august 2015 og varede til februar 2016 med yderligere optagelser i juni 2016. Rogue One havde premiere i Pantages Theatre i Hollywood 10. december 2016. Filmen fik overvejende positiv kritik med ros af skuespillerne, actionscenerne, de visuelle effekter og musikken, men der var dog også nogen kritik af den digitale genoplivning af et par af de medvirkende. Filmen indbragte mere end 1 mia. USD på verdensplan, hvilket gjorde den til den næstmest indbringende film fra 2016.

## Handling
Våbendesigneren Galen Erso og hans familie er i skjul på planeten Lah'mu, da Orson Krennic, der er divisionschef for udvikling af avancerede våben til det kejserlige militær, kommer for at tvinge Galen til at arbejde på Imperiets nye supervåben Dødsstjernen, en rumstation der er i stand til at ødelægge hele planeter. Efter at Galens kone bliver dræbt, lykkes det for deres datter Jyn at skjule sig, og hun bliver bragt i sikkerhed af den ekstreme oprører Saw Gerrera. Femten år senere deserterer den kejserlige fragtpilot Bodhi Rock og smugler et hologram fra Galen til Oprørsalliancen til Gerrera på planeten Jedha. Imens bliver den nu voksne Jyn befriet fra kejserligt fangenskab af Oprørsalliancen, der vil bruge hende til at finde hendes far. General Draven giver imidlertid oprørsofficeren Cassian Andor en hemmelig ordre om at dræbe Galen.
Jyn, Andor og hans omprogrammerede kejserlige droide, K-2SO, tager til Jedha for at finde Gerrera. Han er leder af et væbnet oprør mod Imperiet, der henter khyber-krystaller til brug for Dødsstjernen på planeten. Med hjælp fra den blinde kriger Chirrut Îmwe og hans ven Baze Malbus lykkes det for Jyn at finde Gerrera, der har taget Rook til fange. Gerrera viser hende hologrammet fra hendes far, hvor han giver udtryk for sin kærlighed til hende. Desuden afslører han, at han har saboteret arbejdet med Dødsstjernen ved at gøre en reaktor sårbar, så den kan ødelægges. Han fortæller endvidere, at planerne til Dødsstjernen findes i en højt sikret database på planeten Scarif.
Imens mødes Grand Moff Tarkin med Krennic ved den allerede færdiggjorte Dødsstjernen og udtrykker sin skepsis overfor projektet og ledelsen af det. Krennic demonstrerer våbenets styrke ved at lade det ødelægge Jedhas hovedstad og derved knuse oprøret. Det lykkes for Jyn og hendes gruppe at undslippe sammen med Rook, mens Gerrera vælger at blive og dø i ødelæggelserne. Tarkin lykønsker Krennic og oplyser, at han har i sinde at overtage kontrollen med projektet, idet han henviser til brud på sikkerheden under Krennics ledelse. Krennic søger støtte hos kejserens højre hånd, Darth Vader, men får afslag.
Jyn og hendes gruppe tager til Galens forskningsinstitution på planeten Eadu. Her er Krennic ved at konfrontere Galen og hans hold om bruddet på sikkerheden. De bliver set på afstand af Andor, der skal dræbe Galen, men selv om han har ham på kornet, kan han ikke få sig selv til at trække på aftrækkeren. Imens truer Krennic med at henrette alle våbendesignerne som kollektiv straf, men Galen tilstår, at det var ham der lækkede, hvilket dog ikke forhindrer Krennic i at lade de andre dræbe alligevel. Umiddelbart efter angriber en oprørseskadrille stedet, så Galen bliver dødeligt såret, mens Krennic når at undslippe. Jyn når lige at komme til og veksle nogle få ord med sin far, før han dør i hendes arme. Jyn og hendes gruppe, der fik deres rumskib ødelagt da de ankom, forlader stedet i en stjålen kejserlig rumfærge.
Jyn foreslår at stjæle planerne til Dødsstjernen fra Scarif, men Oprørsalliancen kan ikke verificere om hun taler sandt og kan ikke blive enige om, hvad der skal gøres. Jyn, Andor, K-2SO, Îmwe, Malbus, Rook og nogle andre oprørere beslutter sig imidlertid for at infiltrere databasen ved hjælp af den stjålne rumfærge og selv få fat i planerne. Mens Jyn og Andor finder vej ind i databasen forklædt som kejserlige soldater sammen med K-2SO, iværksætter de andre oprørere eksplosioner og skyderier på de nærliggende landingspladser for at distrahere de lokale stormtroopere. De får hjælp oppefra af en rumflåde ledet af admiral Raddus, der lidt forsinket har besluttet sig for at hjælpe ved at angribe den rumstation, der kontrollerer adgangen til planeten. Jyn og hendes venner må dog samtidig kæmpe mod både stormtroopere og Krennic, der er kommet for at se på al Galens kommunikation for at finde ud af hvilken information han har sendt. Jyn får fat i planerne fra databasen, men hun må selv finde ud, efter at K-2SO bliver fældet af de angribende stormtroopere. Imens får oprørerne udenfor skabt den nødvendige forbindelse, så Jyn kan sende planerne til oprørernes flagskib, men det koster Rook, Îmwe, Malbus og flere andre oprørere livet. Jyn bliver konfronteret af Krennic, der erklærer Imperiets uundgåelige sejr, men som selv bliver skudt af Andor.
Imens har Tarkin taget kontrollen over Dødsstjernen, og da han hører om angrebet på basen, beslutter han sig for at bruge Dødsstjernen til at ødelægge den med. Krennic bliver dræbt i ødelæggelsen, mens Jyn og Andor bliver dræbt af [den efterfølgende chokbølge. Oprørsflådens flagskib bliver indfanget af en kejserlig flåde under ledelse af Darth Vader, der personligt border det med sine stormtroopere. Før de kan opnå fuld kontrol, lykkes det imidlertid for et mindre skib at slippe væk med planerne. Her bliver de overrakt til Prinsesse Leia, der giver udtryk for, at de vil give håb.

## Medvirkende

### Hovedroller
- Felicity Jones som Jyn Erso, en kriminel kvinde der bliver befriet og hyret af Oprørsalliancen.[5]

Ved Star Wars Celebration i London i juli 2016 blev hun introduceret sådan: "Jyn, der lægger en tvivlsom fortid bag sig til fordel for en bedre sag, er impulsiv, trodsig og ivrig efter at bringe kampen til Imperiet. Hun var vant til at arbejde alene men finder et højere mål i at deltage i en desperat mission for Oprørsalliancen.".
Som forberedelsen til hendes rolle lavede Jones en scrapbog med "billeder jeg ser der minder om mig om den person jeg spiller, små stykker tekst", hvilket hun ofte gør for hendes forskellige roller i film, om end hun ikke kunne finde nogle rigtigt inspirerende billeder eller tekst for Jyn. Hun brugte timer på at se musikvideoer, især dem med Florence + the Machine, og sammenlignende forsangeren Florence Welch med Jyn som "en overjordisk figur der flyder og forvrænger på scenen".
- Diego Luna som Kaptajn Cassian Andor, en officer i Oprørsalliancen.[8][9]

"Kaptajn Andor er en dygtig efterretningsofficer i Oprørsalliancen med erfaring fra felten, der kræver respekt fra sine oprørstropper med sin evne til at holde hovedet koldt i kamp og fuldføre missioner med minimale ressourcer."
- Riz Ahmed som Bodhi Rook, en oprørspilot.[11][12]

"Bodhi er en tidligere kejserlig pilot, der har store flyve- og tekniske evner til brug for opgaven som oprørsgruppens pilot. Rook er er altid praktisk men meget bekymret og må samle alt sit mod for at bringe kampen til imperiet."
- Ben Mendelsohn som Orson Krennic, en kejserlig militær divisionschef.[8][14][15]

"En kejserlig militær divisionschef, der er besat af at fuldføre den stærkt forsinkede Dødsstjerne. Krennic er en grumsom men højt begavet mand, der har satset sit omdømme på leveringen af den funktionsdygtige kampstation til kejseren."
- Donnie Yen som Chirrut Imwe, en blind spirituel kriger.[8][15]

"Chirrut er en dybt spirituel kriger, der tror at alt levende er forbundet gennem Kraften. Hans blindhed forhindrer ham ikke i at være en særdeles dygtig kriger. Selvom han mangler evner for kraften, så har Imwe styrket sin krop stærkt med intens fysisk og mental disciplin."
- Jiang Wen som Baze Malbus, en oprører og Chirrut Imwes ven.[8][15]

"En freelace lejemorder der som følge af den barske virkelighed på sin kejserligt besatte hjemmeverden er blevet hærdet som en pragmatisk soldat og en mesterskytte med sin tunge repeterkanon. Baze har en udfordrende optrædende, der står i klar kontrast til det spirituelle hos hans bedste ven og moralske kompas, Chirrut."
- Forest Whitaker som Saw Gerrera, en veteran fra Klonkrigene, der opdrog Jyn i den senere del af hendes barndom, og som nu er en ekstrem oprører. Figuren har tidligere medvirket i tegnefilmserien Star Wars: The Clone Wars (2008 tv serie).[8][15][19]
- Mads Mikkelsen som Galen Erso, en våbendesigner og Jyns far,[15][20][21] der sender en transmission til Oprørsalliancen om bygningen af Dødsstjernen.[22]
- Alan Tudyk som K-2SO, en droide, der tidligere tilhørte Imperiet, men som nu er ejet af oprørerne, og som har fået sin hukommelse slettet af Andor. Optagelserne fandt sted med motion capture.[8][23][24]

### Biroller
- Genevieve O'Reilly som Mon Mothma, en rolle hun også havde i Star Wars Episode III: Sith-fyrsternes hævn.[25]
- Jimmy Smits som Bail Organa, en rolle han også havde i Star Wars Episode II: Klonernes angreb og Star Wars Episode III: Sith-fyrsternes hævn.[26]
- Anthony Daniels som C-3PO, en rolle han også har haft i de øvrige Star Wars-film.[27]
- Ian McElhinney som General Jan Dodonna.[28]
- Michael Smiley som Dr. Evazan.[28]
- Andy de la Tour som General Hurst Romodi.[28]
- Tim Beckmann som Raymus Antilles.[28]
- Warwick Davis som Weeteef Cyubee, en af Saw Gerreras partisaner.[29]
- Alistair Petrie som General Draven.[9]
- Ben Daniels som General Antoc Merrick.[30]
- Valene Kane som Lyra Erso, Jyn Ersos mor.[31]
- Jonathan Aris som Senator Nower Jebel.[32]
- Fares Fares som Senator Vasp Vasper.[33][34]
- Sharon Duncan-Brewster som Senator Tynnra Pamlo.
- Paul Kasey som Admiral Raddus.[35]
- Stephen Stanton som Admiral Raddus stemme.[35]
- Geraldine James som medlem af blå eskadrille.[35]
- Ariyon Bakare som medlem af blå eskadrille.[35]
- Jonathan Stephens som korporal Tonc, et medlem af Oprørsalliancen.[27]
- Nick Kellington som Bistan, et medlem af Oprørsalliancen.[36]
- Derek Arnold som Pao, et medlem af Oprørsalliancen.[35]
- Aidan Cook som Edrio Two Tubes, en af Saw Gerreras partisaner.[35]
- Ian Whyte som Moroff, en af Saw Gerreras partisaner.[37]
- Eunice Olumide[38]
- Richard Franklin som en teknikker på Dødsstjernen.[39]
- Daniel Mays som Tivik, Andors kontakt til Gerrera.
- Beau Gadsdon som Jyn Erso som 8-årig.
- Dolly Gadsdon som Jyn Erso som 4-årig.

James Earl Jones lagde stemme til Darth Vader, ligesom han gjorde i den oprindelige Star Wars-trilogi, men i modsætning til dengang var det ikke David Prowse, der lagde krop til. I stedet blev Vader spillet af Spencer Wilding under mødet med Krennic og ombord på stjernedestroyeren og af Daniel Naprous i den brutale slutscene. Grand Moff Tarkin blev spillet af Guy Henry, idet hans udseende blev ændret digitalt til at ligne den i mellemtiden afdøde Peter Cushing, der oprindeligt spillede rollen i Star Wars Episode IV: Et nyt håb. På samme måde blev der brugt digitale effekter til at få Ingvild Deila til at ligne Carrie Fisher i rollen som Leia Organa. Angus MacInnes og Drewe Henley optrådte i deres roller som Gylden leder Dutch Vander og Rød leder Garven Dreis i form af ubenyttede optagelser fra Star Wars Episode IV: Et nyt håb. Macinnes indtalte desuden ny dialog til lejligheden, mens der blev benyttet gamle optagelser til den i mellemtiden afdøde Henley. David Ankrum, der lagde stemme til Wedge Antilles i samme film gjorde det også her.
Rian Johnson og Ram Bergman, der er hhv. instruktør og producent på Star Wars: The Last Jedi, medvirker i en cameo som to teknikkere på Dødsstjernen.
Stemmer til stormtroopere og andre figurer i baggrunden blev leveret af David Acord, David Ankrum, Steve Bardrack, Verona Blue, Steven Blum, Dave Boat, Eugene Byrd, David Cowgill, Jonathan Dixon, Michael Donovan, Terri Douglas, Robin Atkin Downes, Dave Filoni, Michael Giacchino, John Gilroy, Tony Gilroy, Tom Harrison-Read, Kevin Hickman, Karen Huie, Tom Kane, Lex Lang, Vanessa Lengies, Yuri Lowenthal, Vanessa Marshall, Alexi Melvin, Flora Miller, William M. Patrick, Christopher Scarabosio, Orly Schuchmacher, Kat Sheridan, Christian Simpson, David Sobolov, Julian Stone, John Schwartz, Fred Tatasciore, James Arnold Taylor, Sam Witwer og Matthew Wood.

## Produktion

### Udvikling
Rogue One er den første i en planlagt serie af enkeltstående film, der også omfatter Solo: A Star Wars Story (2018) om Han Solo og måske en kommende film om Boba Fett. Disneys økonomidirektør Jay Rasulo beskrev de enkeltstående film som originale historier. Producenten Kathleen Kennedy forklarede, at filmene ikke ville overlappe med filmene i den nye trilogi, af hvilke Star Wars: The Force Awakens, der havde premiere 18. december 2015, blev den første. Hun sagde, at "George [Lucas] var helt klar omkring, hvordan det virker. Den kanon han skabte var Star Wars-sagaen. Lige nu er Episode VII en del af den kanon. Spin off-filmene, eller vi finder måske på noget andet at kalde de film, de eksisterer i det enorme univers, han har skabt. Der er ingen forsøg på at tage figurer (fra de enkeltstående film) ind og ud af saga-episoderne. Konsekvensen, set fra et kreativt synspunkt, er at det er et kort, som George har gjort ret tydelig."
Ideen til filmen kom fra John Knoll, der havde arbejdet med visuelle effekter på prequel-trilogien. Ti år før arbejdet med filmen gik i gang, havde han lavet et oplæg med det til et afsnit af den aldrig producerede tv-serie Star Wars: Underworld. Efter Disneys overtagelse af Star Wars følte han imidlertid, at han måtte fremlægge ideen igen i stedet for at spekulere til evig tid over, hvad der kunne være sket, hvis han havde gjort det.
I maj 2014 blev det annonceret, at Gareth Edwards ville instruere den første enkeltstående film med Gary Whitta som manuskriptforfatter. I oktober 2014 afslørede fotografen Greig Fraser, at han ville arbejde på filmen, og at den havde en arbejdstitel. I januar 2015 kom det frem, at Whitta havde færdiggjort arbejdet på manuskriptet og ikke længere ville være en del af projektet. I stedet blev Simon Kinberg overvejet som en erstatning. Senere samme måned blev det imidlertid annonceret, at Chris Weitz havde skrevet under på at skrive manuskriptet til filmen. I marts 2015 blev filmens titel afsløret som Rogue One.
I april 2015 blev det afsløret ved Star Wars Celebration, at de enkeltstående film ville blive udgivet som dele af Star Wars Anthology. Det blev desuden afsløret, at handlingen i Rogue One ville finde sted mellem Star Wars Episode III: Sith-fyrsternes hævn og Star Wars Episode IV: Et nyt håb, men tættere på den sidste i tidslinjen. Derudover udtalte Edwards at filmen i stil ville minde om en krigsfilm: "Det er krigens virkelighed. Gode fyre er onde. Onde fyre er gode. Det er kompliceret med flere lag, et meget rig scenario at lave en film i." Edvards gik ud fra, at Disney ikke ville tillade en trist slutning, så i den oprindelige udgave af manuskriptet overlevede hovedpersonerne. Producenterne valgte imidlertid en mere tragisk slutning, og den oprindelige udgave blev aldrig ikke optaget. Fans bemærkede dog ikke desto mindre, at der var en del scener i de første trailers, der ikke kom med i den færdige film, og som derfor kunne antyde, at slutningen netop var tænkt anderledes.
Ved Disneys D23 Expo i august 2015 blev det annonceret, at filmens titel var ændret til Rogue One: A Star Wars Story.
I maj 2016 kom der frem, at der skulle foregå fem uger med genoptagelser, hvor Tony Gilroy skulle skrive ekstra scener og fungere som instruktør for de sekundære optagelser. Gilroy ledede med Edwards' input redigeringen og yderligere optagelser af filmen, der håndterede forskellige problemer, herunder slutningen. I august blev Gilroy krediteret på linje med Weitz og blev betalt 5 mio. USD for sit arbejde med filmen. Desuden blev Christopher McQuarrie, Scott Z. Burns og Michael Arndt alle krediteret for at have bidraget til manuskriptet på forskellige stadier i processen.
I juli 2016 var der snak om, hvor vidt filmen ville have en indledende rulletekst som de traditionelle Star Wars-film. Kennedy udtalte: "Vi er ved at tale om det, men jeg tror ikke, at disse [antologi-]film vil have en indledende rulletekst." Edwards tilføjede: "Ideen med filmen er, at den skal være forskellig fra saga-filmene... [men,] den her film er født ud af en indledende rulletekst. Det der inspirerede den her film var en indledende rulletekst og det der stod i den. Der er en fornemmelse af, at hvis vi lavede en indledende rulletekst, så ville det skabe en anden film. Så det ærlige svar er, at I må vente og se." I november 2016 bekræftede Kennedy dog, at filmen ikke ville have en indledende rulletekst men i stedet begynde på "en måde der er traditionel, med kun titlen."
Ved Star Wars Celebration i samme måned blev instruktøren Gareth Edwards spurgt om meningen med filmens titel og gav det svar, at der er tre forskellige: et militært kaldenavn som en hentydning til Red Squadron fra Star Wars Episode IV: Et nyt håb; det løse i franchiset, hvor filmen er den første til ikke at være en del af den primære saga; og en beskrivelse af Jyn Ersos personlighed.

### Casting
I januar 2015 rapporterede The Hollywood Reporter, at en række skuespillerinder, herunder Tatiana Maslany, Rooney Mara og Felicity Jones, var til prøve for filmens hovedrolle. Maras søster Kate var også til prøve for rollen. I februar 2015 blev det annonceret, at der var afsluttende samtaler i gang med Jones om at medvirke i filmen, alt imens Aaron Paul og Édgar Ramírez var i kikkerten til den mandlige hovedrolle. I marts 2015 blev Jones annonceret som en del af rollelisten. 25. marts 2015 fortalte Deadline, at der var rygter om Ben Mendelsohn i en hovedrolle. 23. april 2015 fortalte TheWrap, at Sam Claflin var udset til en rolle, mens der var forhandlinger i gang med Riz Ahmed. 13. maj 2015 blev Mendelsohn, Ahmed og Diego Luna føjet til rollelisten i hovedrollerne. Forest Whitaker blev føjet til rollelisten 15. juni 2015. 27. juli 2015 blev det oplyst, at Jonathan Aris var blevet valgt til at spille Senator Jebel i filmen. I februar 2016 afslørede Eunice Olumide, at hun spillede med i filmen. Genevieve O'Reilly blev valgt til rollen som Mon Mothma, som hun også spillede i Star Wars Episode III: Sith-fyrsternes hævn.
I juli 2015 var der rygter om, at Darth Vader ville være med i filmen, men at han ikke ville være den primære modstander. I slutningen af august 2015 forlød det, at den afdøde skuespiller, Peter Cushing, der spillede Grand Moff Tarkin i Star Wars Episode IV: Et nyt håb, ville blive genoplivet digitalt med CGI, så han kunne gentage sin rolle i Rogue One. Darth Vaders medvirken blev bekræftet i juni 2016, mens den digitale genoplivelse af Cushing som Tarkin først blev bekræftet ved filmens premiere i december 2016.
Rogue One er i øvrigt den første Star Wars-film uden nogen jedi.

### Optagelser
De primære optagelser til filmen begyndte hos Pinewood Studios i Buckinghamshire 8. august 2015. Mange andre optagelser fandt sted i eller nær Pinewood Studios ved Buckinghamshire, hvor der blev opsat store scener og kulisser til at supplere optagelser fra andre steder i verdenen. Disse steder fandt blandt andet på Island, hvor der blev optaget i Reynisfjara, i og omkring bjergene Hjörleifshöfði og Hafursey ved Mýrdalssandur der gjorde det ud for Lah'mu og Eadu, i Krafla-området med dets vulkankratere og omkring Mývatns klippeformationer. Øerne Gan og Baresdhoo i Laamu Atoll i Maldiverne samt den tidligere flyveplads RAF Bovingdon gjorde det ud for planeten Scarif. Wadi Rum i Jordan gjorde det ud for Jedha. Desuden fandt der optagelser sted i Pymmes Park i Edmonton, mens scener, der foregik på Yavin 4, blev optaget på Cardington Airfield. Efter offentliggørelsen af den første trailer bemærkede Star Wars-fans på Twitter, at Canary Wharf Station på London Underground tilsyneladende også var blevet benyttet til en scene. Det blev senere bekræftet, at Gareth Edwards havde valgt stationen til optage en forfølgelsesscene i en kejserlig base. Optagelserne fandt sted mellem midnat og kl. 4 om morgenen, mens stationen var lukket for offentligheden.
Filmen blev optaget med Ultra Panavision 70-linser og Arri Alexa 65-kameraer.

### Efterproduktion
11. februar 2016 oplyste Disney, at filmen stort set var færdig. Fra midten af juni 2016 var der dog være flere uger med planlagte genoptagelser. Tony Gilroy, der på det tidspunkt var en ukrediteret forfatter på filmen, blev hyret til at instruere genoptagelserne og bearbejde dele af filmen. Som følge heraf blev han så også krediteret i filmen.
Industrial Light & Magic (ILM) stod for de visuelle effekter. Et særligt indslag her var en digital genskabelse af den i 1994 afdøde Peter Cushing, så han på den måde kunne gentage sin rolle som Grand Moff Tarkin fra Star Wars Episode IV: Et nyt håb. Forud for optagelserne gennemgik ILM timevis af arkivoptagelser med Cushing for at skaffe materiale til at genskabe hans udseende. Derefter spillede Guy Henry rollen med motion capture, hvorefter materialet blev placeret ovenpå hans optræden som en digital maske. Cushing manerer og måde at tale på blev så studeret og tilføjet til den digitale model af Tarkin. Cushings familie, der havde givet tilladelse til at benytte ham i filmen, var stærkt involveret i genskabelsen og kom med input helt ned til de mindste detaljer.
En ung prinsesse Leia, der oprindeligt blev spillet af Carrie Fisher, blev også genskabt ved hjælp af digitale effekter. I Rogue One blev rollen spillet af Ingvild Deila, men Fischers udseende blev indsat over hendes ansigt. En arkivoptagelse af Fischer, der siger "Hope" (håb), blev benyttet til figurens eneste linje i filmen.
Efterproduktionen blev afsluttet 28. november 2016.

### Musik
16. marts 2015 kom det frem, at Alexandre Desplat, der havde arbejdet sammen med Edwards om Godzilla, ville komponere musikken til Rogue One. Rygterne ville ganske vist vide, at en kontrakt med Lucasfilm endnu ikke var på plads, men Desplat bekræftede selv i et interview 12. april 2016, at han ville fungere som filmens komponist. Det blev anden gang at Desplat og Edwards kom til at arbejde sammen om en film efter at de først arbejdede sammen om Godzilla. Det er desuden den første Star Wars-spillefilm, hvor musikken ikke er komponeret af seriens faste komponist, John Williams. Desplat udtalte at han og Edwards "havde et godt samarbejde på Godzilla, og jeg kan ikke vente på at starte med ham. Det vil blive nogle få uger fra nu, og det er meget spændende og skræmmende på en gang, fordi det er sådan et legendarisk projekt. At blive kaldet til at følge efter John Williams... det er en stor udfordring for mig."
I september 2016 blev det imidlertid annonceret, at Michael Giacchino ville erstatte Desplat som komponist, fordi genoptagelserne medførte ændringer i tidsplanen for efterproduktionen med det resultat, at Desplat ikke længere var til rådighed. Giacchino havde kun fire en halv uge til at komponere musikken og begyndte på den stort set lige efter at være blevet færdig med Doctor Strange. I et interview med Entertainment Weekly i november 2016 sagde Giacchino: "Det er en film, der på mange måder er som en stor anden verdenskrig-film, og det elsker jeg ved den. Men den har også dette store, store hjerte midt i sig, og det var den ene ting, jeg bare ikke ønskede at se bort fra. Ja, det er en actonfilm, og det er en Star Wars-film, og den har alle de ting du ville forvente og elske ved den, men jeg ønskede ikke at glemme, at det også var en utrolig følelsesladet film. Det var det, der virkelig trak mig."
Giacchino inkorporerede dele af John Williams' musik fra de tidligere film i musikken til den nye film. Det officielle soundtrack til filmen blev udgivet af Walt Disney Records 16. december 2016.

## Premiere
Rogue One havde premiere i Pantages Theatre i Hollywood 10. december 2016. Den fik efterfølgende premiere i flere europæiske lande 14. december 2016, i Nordamerika 16. december 2016 og i Kina 6. januar 2017.

### Marketing
Markedsføringen af Rogue One blev oprindeligt udskudt på grund af premieren på Mission: Impossible - Rogue Nation i juli 2015, en film hvis titel Paramount Pictures havde registreret i januar 2015, længe før Disney annoncerede titlen på sin film. På grund af navneligheden blev Disney og Lucasfilm nødt til at indgå en aftale med Paramount om markedsføring for at undgå forvirring hos publikum, hvilket betød at markedsføringen af Rogue One måtte vente til efter midten af 2015. Undtagen var dog en meget kort trailer, der blev vist ved Star Wars Celebration i Anaheim det år.
Den første egentlige trailer blev offentliggjort af Lucasfilm 7. april 2016 og blev rost af anmelderne for sin portrættering af stærke kvindelige figurer. The Daily Telegraph beskrev Jyn Erso som "en slyngelagtig heltinde i Han Solo-stil" og kaldte filmen progressiv, mens de samtidig bemærkede trofastheden overfor stilen fra den oprindelige Star Wars-trilogi. Hollywood Reporter bemærkede også de visuelle hentydninger til den oprindelige trilogi og eksaminerede filmens mulige handling under hensyn til, at resultatet allerede til dels var blevet afsløret i Star Wars Episode IV: Et nyt håb. David Sims fra The Atlantic fastslog at traileren bragte "nogle minder tilbage, fra de klodsede AT-AT Walkers til Dødsstjernen selv, for ikke at nævne de glorværdige 70'er-kostumer fra Star Wars." Han tilføjede at traileren havde et udseende, der blandede det gamle med det nye. Traileren blev set næsten 30 millioner gange på Facebook og YouTube i løbet af de første 29 timer.
I juni 2016 blev der reklameret for Rogue One ved Star Wars Celebration Europe III i London. I den forbindelse blev der afsløret en ny plakat visende et slag på den tropiske planet Scarif med Dødsstjernen antydet på himmelen og teksten "A Rebellion Built on Hope" (Et oprør bygget på håb). Desuden vistes en ny trailer eksklusivt for deltagerne. Den nye trailer blev modtaget positivt af kritikkerne. The Daily Telegraph bemærkede at traileren afslørerede nye lokaliteter så som planeterne Jedha og Scarif, og at den mest bemærkelsesværdige afsløring kom i de sidste sekunder af traileren med Darth Vaders opdukken, reflekteret af en computerskærm og ledsaget af den klassiske åndedrætslyd. Variety fremhævede også afsløringen af Vader og bemærkede, at der var lagt meget mere vægt på den bevægelige gengivelse af store kampscener og krig i fuld skala i stil med Francis Ford Coppolas Apocalypse Now fra 1979 om Vietnamkrigen. Desuden blev der vist en video, hvor scener fra filmen var blandet med bag-om-kameraet-optagelser og interviews med instruktøren og skuespillerne.
Den anden trailer blev offentliggjort under en transmission af Sommer-OL 2016 og fik positive anmeldelser. Wired skrev at traileren var "fyldt med nostalgiske hilsner til den oprindelige trilogi", mens Rolling Stone beskrev de CGI-skabte landskaber i optagelserne som vidunderligt iøjnefaldende.
Endnu en trailer blev offentliggjort i oktober 2016. The Hollywood Reporter bemærkede at de ikke hidtil afslørede optagelser lignede "en trailer for en anden film end den tidligere annoncerede", noterede at Jyn Erso forekom som en mere sårbar person og fremhævede Galen Erso optræden som en beskyttende faderfigur. Vanity Fair kommenterede også den empati, der var lagt i Jyns forhold til hendes far. Med en humoristisk hentydning til psykologi bemærkedes det, at Rogue One ligesom mange af de forgående film tilsyneladende trækker på "Star Wars-franchisets største naturlige ressource: faderkomplekser."
I Asien var Disneys markedsføring fokuseret på Donnie Yen, idet hans plakat blev benyttet til markedsføring steder som Japan, Singapore, Indonesien, Thailand, Hong Kong, Kina, Vietnam og Malaysia. På den officielle Star Wars Facebook-side for de forskellige asiatiske lande var der desuden klip og videoer med Donnie Yen, der talte forskellige sprog, hilste fans og bad dem om at støtte Rogue One. Derudover udgav Disney også forskellige versioner af internationale trailers med flere optagelser af Yen.

### Hjemmevideo
Filmen blev udgivet udgivet som Digital HD 24. marts 2017 og på blu-ray og dvd 4. april 2017. I forbindelse med lanceringen af Disney+ blev den udgivet i 4K og som Digital Ultra HD ved samme lejlighed. Den blev udgivet på Ultra HD Blu-ray 31. marts 2020.

## Modtagelse

### Indtjening
Rogue One indbragte 532,2 mio. USD i USA og Canada og 523,8 mio. USD i resten af verdenen, resulterende i en samlet indtjening på 1,056 mia. USD. Det gør filmen til den tredje mest indbringende Star Wars-film (efter The Force Awakens og The Last Jedi), den næstmest indbringende film fra 2016 (efter Captain America: Civil War) og den 22. mest indbringende film til alle tider. Det var desuden den mest indbringende film fra 2016 i USA. Til sammenligning kan nævnes, at filmens nettobudget var på 200 mio. USD. Deadline Hollywood anslog filmens nettofortjeneste til 319,6 mio. USD, når der var taget højde for alle omkostninger, hvilket gjorde filmen til det tredje mest profitable fra 2016.
Forud for premieren var forventningerne, at filmen ville indbringe 100-150 mio. USD i åbningsweekenden i USA og Canada. Disneys bestyrelsesformand Bob Iger bemærkede, at Disney og Lucasfilm ikke forventede, at Rogue One ville komme til at matche The Force Awakens' samlede indtjening på 2,1 mia. USD eller dens 248 mio. USD i åbningsweekenden. Forsalget til filmen begyndte i USA 28. november 2016, og inden for de første ti minutter gik billetsalgssider som Fandango ned, i stil med det der skete ved The Force Awakens året før. I løbet af de første firetyve timer solgte filmen det næsthøjeste antal billetter på forhånd nogen sinde, kun overgået af netop The Force Awakens. På verdensplan forventedes filmen at indbringe 280-350 mio. USD i åbningsweekenden.

### Kritik
Rotten Tomatoes samlede 446 anmeldelser og bedømte 84 % af dem til at være positive med en gennemsnitlig karakter på 7,5/10. Hjemmesiden skrev desuden at "Rogue One trækker meget på Star Wars-mytologien men betræder også nyt land, fortællermæssigt og æstetisk - og lægger op til en lys blockbuster-fremtid for franchiset." Hos Metacritic fik filmen en karakter på 65 ud af 100 baseret på 51 anmeldelser, indikerende at de generelt var positive. Hos CinemaScore gav publikum filmen en gennemsnitlig bedømmelse på "A" på en A+ til F-skala.
Eric Goldman fra IGN gav filmen en bedømmelse på 9 ud af 10 med ordene "Rogue One er en film pakket med fanservice, men når fanservice er gjort så godt, er der lidt at klage over og meget at holde af." Peter Travers fra Rolling Stone gav filmen 3,5 ud af 4 stjerner med ordene: "denne spin-off/prequel har den samme primitive, indlevende, følelsesmæssige, skøre lad-os-lave-et-show ånd, der fik os til at elske den oprindelige trilogi." /Film gav Rogue One en bedømmelse på 8/10 og skrev, at filmen er en nydelse, men at den ikke har den følelsesmæssige tyngde fra The Force Awakens, fordi "ingen figur i Rogue One var specielt uimodståelig". PopMatters skrev at "Rogue One ser ud til at nyde tiden på en hel flok måner og planeter, som vi ikke har set før, med at svire i larmen og forvirringen i fjerne kolonier, hvor antiimperialistiske føleler råder. Men filmen trækkes ned i den komplekse manøvrering mellem spioner, luftkampe og det mest omfattende slag på jorden mellem oprørere og Imperiet siden starten på Imperiet slår igen." Justin Chang fra Los Angeles Times kaldte Rogue One "en hurtig, rå og klar gang underholdning."
The New York Times skrev at "Alle delene er der, med andre ord ligesom Legofigurerne i en æske. Problemet er at filmens skabere ikke har ulejliget sig med at finde på noget særligt interessant at gøre med dem. En par niårige kunne have fundet på bedre eventyr på en regnvejrsdag og formentlig også bedre dialog." Richard Brody fra The New Yorker kaldte filmen upersonlig og skrev, at den "ikke så meget er en film som en reklamefilm i spillefilmslængde for sig selv; det er en film, der stadig venter på at blive lavet." The Washington Post skrev at Rogue One repræsenterer en indiskutabel øvelse i udvidelse at en franchiset, og at den vil gøre det fint som sådan, i det mindste for nuværende. David Ehrlich fra Indiewire gav filmen en karakter på C+ og kaldte den "et dristigt men pinefuldt sikkert forsøg på at udvide biografernes mest hellige blockbuster-franchise og holde hjulene kørende mellem de egentlige afsnit [...] bare en glorificeret undskyldning for at give lidt mening til en af de skøreste ting ved originalen." Han roste det visuelle men kritiserede manglen på interessant personlig udvikling og et manuskript, der føltes "helt og aldeles begrænset af dets formål."
Rogue One introducerede mange nye figurer i Star Wars-universet med Chirrut Îmwe, spillet af Donnie Yen, og K-2SO, spillet af Alan Tudyk, som de mest populære. I en afstemning på den officielle Star Wars-hjemmeside i maj 2017, hvor mere end 30.000 personer deltog, blev Chirrut Îmwe valgt som den mest populære figur fra Rogue One.
Filmen blev også rost for at udforske det etiske i ingeniørkunst. Som en kritikker udtrykte det: "Den centrale etiske del af filmen er en mands beslutning om at indrette Dødsstjernen på en måde til at forhindre dens brug til galaktisk dominans. Man kunne med rette omdøbe filmen til 'Rogue One: an Engineering Ethics Story'."

### Priser
19. marts 2017 modtog filmen de britiske Empire Awards for bedste film, Felicity Jones som bedste kvindelige medvirkende og Gareth Edwards som bedste instruktør. Ved Saturn Awards 28. juni 2017 vandt filmen i kategorien bedste science fiction-film, Gareth Edwards som bedste instruktør og Neil Corbould, Hal Hickel, John Knoll og Mohen Leo for bedste specialeffekter.
| Ceremoni       | Pris                         | Modtager           | Resultat  |
| -------------- | ---------------------------- | ------------------ | --------- |
| Academy Awards | Bedste lydmix                | Christopher Scarab | Nomineret |
| Academy Awards | Bedste effekter              | John Knoll         | Nomineret |
| Empire Awards  | Bedste film                  | Gareth Edwards     | Vandt     |
| Empire Awards  | Bedste instruktør            | Gareth Edwards     | Vandt     |
| Empire Awards  | Bedste kvindelige hovedrolle | Felicity Jones     | Vandt     |

## Andre medier
I tilknytning til filmen blev der udgivet en roman, Catalyst: A Rogue One Story, 15. november 2016. Romanen, der er skrevet af Star Wars-veteranen James Luceno, foregår nogle år før Rogue One og giver en baggrundshistorie for filmen. Desuden skrev Alexander Freed en roman baseret på selve filmen, der blev udgivet 16. december 2016. Nogle måneder senere, 2. maj 2017, udgav Disney Lucasfilm Press romanen Star Wars: Rebel Rising af Beth Revis. Romanen fortæller hvad der skete med Jyn Erso, fra da hendes mor døde til den dag, hvor oprørerne befrier hende fra imperiets fangeskab, en periode filmen springer over lige efter dens indledning. Samme dag udgav Disney Lucasfilm Press romanen Guardians of the Whills Greg Rucka. Den fokuserer på Chirrut og Baze og fortæller deres baggrundshistorie og hvad der skete på Jedha før begivenhederne i filmen.
Til spilmarkedet blev der udgivet en udvidelsespakke som download til videospillet Star Wars Battlefront med titlen Rogue One: Scarif, der gjorde det muligt spille med forskellige steder, figurer og rekvisitter fra Rogue One. Efterfølgeren Star Wars Battlefront 2 fik en opdatering, der omfattede planeten Scariff som et sted i flere af dens spilstilstande. Der blev også udgivet en gratis virtual reality-mission til PlayStation 4 sammen med udvidelsespakken. Flere figurer og koncepter fra filmen blev desuden inkluderet i mobilspillene Star Wars: Force Arena, Star Wars Commander og Star Wars: Galaxy of Heroes.
Flere måneder efter at filmen havde haft premiere, omsatte Marvel Comics den til en tegneserie i seks dele med ekstra stof. Den samlede udgave af tegneserien blev udgivet 12. december 2017. I august 2017 annoncerede IDW Publishing, at de ville lave en one-shot-tegneserie baseret på filmen, der blev udgivet dagen efter udgivelsen af den samlede udgave af Marvels miniserie. I modsætning til miniserien havde den et mere tegnefilmsagtigt præg. I samme måned udgav Marvel Comics Star Wars: Rogue One – Cassian & K-2SO Special, der var skrevet af Duane Swierczynski og tegnet af Fernando Blanco. Den 40 sider lange one-shot-tegneserie handler om Cassian Andor and K-2SO's første møde.
Filmen har desuden flere forbindelser til tegnefilmserier. Saw Gerrera er således oprindeligt en figur fra Star Wars: The Clone Wars, men han har også medvirket i Star Wars Rebels. Rumskibet Ghost og droiden Chopper fra sidstnævnte serie har også cameos i filmen, hvor Hera Syndulla ligeledes nævnes. Imperiets dødstropper fra filmen medvirker til gengæld i det afsluttende dobbeltafsnit Zero Hour i tredje sæson af Star Wars Rebels. Derudover medvirker flere andre figurer og ting, der blev introduceret i filmen, i seriens fjerde og sidste sæson, hvor Orson Krennic også nævnes.
8. november 2018 blev der annonceret at en tv-serie var ved at blive produceret, og at den vil blive vist på Disneys kommende streamingservice, Disney+. Serien vil foregå før begivenhederne i Rogue One og vil fokusere på Cassain Andor, der endnu en gang vil blive spillet af Diego Luna. Det blev desuden annonceret, at Alan Tudyk skulle gentage sin rolle som K-2SO, men han oplyste senere, at han alligevel ikke skulle være med i første sæson af serien. Serien har fået navnet Andor og vil få premiere i 2022.